# Ванагс, Юлий Петрович
Юлий Петрович Ва́нагс (латыш. Jūlijs Vanags; 25 июня (8 июля) 1903, Меднинская волость — 12 октября 1986, Рига) — латышский советский писатель, заслуженный деятель культуры Латвийской ССР (1953). Заслуженный деятель культуры Белорусской ССР (1979). Член КПСС с 1963 года.

## Творчество
Литературную деятельность начал в 1927 году. В 1933 году Рижский рабочий театр поставил его пьесу «Порыв ветра», а в 1934 году — написанную совместно с А. Чаком пьесу «Полуночный корабль».
В 1941 написал (совместно с Ф. Рокпелнисом) пьесу «Они проложили путь» о борьбе латышского народа за Советскую власть и либретто оперы «Рута» (поставлена в 1943 году). В пьесе «Встреча на берегу» (1948) показал восстановление промышленности и рост социалистических познаний людей Советской Латвии. Пьесы Ванагса ставились в рижском Художественном театре, в других театрах республики. Также работал как кинодраматург: сценарии «Весенние заморозки», «За лебединой стаей облаков» и др. Один из авторов гимна Латвийской ССР (вместе с Ф. Рокпелнисом).
В 1954—1965 гг. — член Союза писателей ЛССР. Писал стихи, либретто, киносценарии, книги для детей.
Награждён серебряной медалью имени Александра Фадеева (1980).
Умер 12 октября 1986 года в Риге, похоронен на кладбище Райниса.

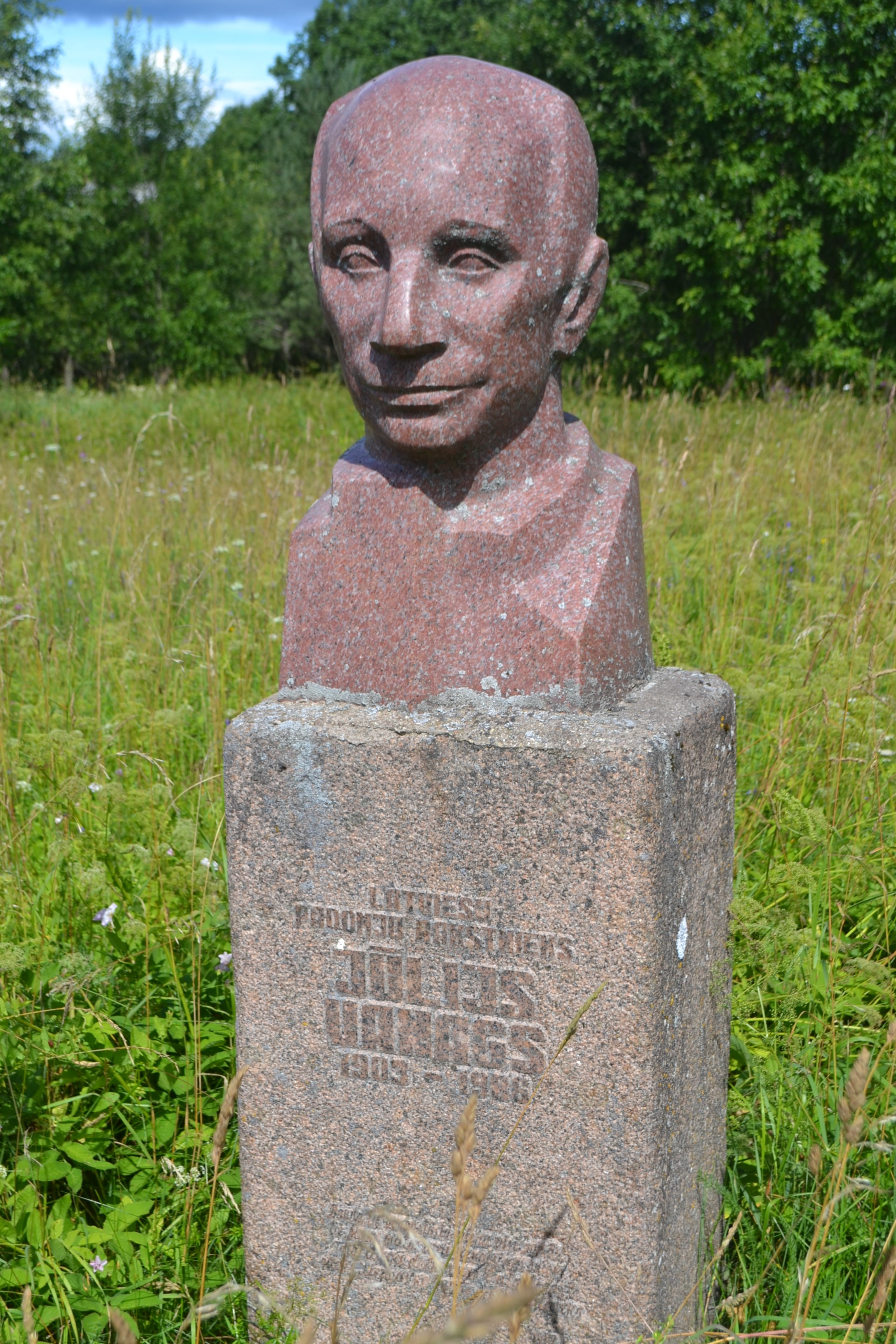
Памятник Ванагсу в Лиепне

## Основные произведения

### Сборники стихов
- «Глубокая пахота» (1950)
- «Горькие цветы» (1960)
- «Поэзия» (1973)
- «Вспомни, молодость моя» (1976)

### Пьесы
- «Они проложили путь» (1941)
- «Встреча на берегу» (1948)

### Сценарии к кинофильмам
- «Весенние заморозки» (1955)
- «За лебединой стаей облаков» (1956)

### Сценарии к мультфильмам
- «Цветы Ансиса» (1968)

## Память
В сентябре 1987 года в Лиепне установлен гранитный бюст Ванагсу, который в 1942 году написал балладу «Лиепнинская битва» (латыш. Liepnas kauja). Памятник решением Кабинета министров Латвии от 14 июля 2022 г. утверждён в «Списке демонтируемых объектов на территории Латвийской Республики, прославляющих советский и нацистский режимы» со сроком демонтажа до 15 ноября 2022 года.